# Germani regățeni
Germanii regățeni sau Germanii din vechiul Regat (germană Regatsdeutsche sau Altreichsdeutsche) sunt un grup etnic de germani din estul și sudul României. Regatul este teritoriul care constituia România statală de dinainte de Primul Război Mondial, incluzând Moldova, Dobrogea, Muntenia și Oltenia. Germanii regățeni, ca și celelalte grupuri etnice germane din România, sunt reprezentați la nivel politic de către Forumul Democrat al Germanilor din România (FDGR/DFDR).

## Istorie
Cavalerii teutoni, așezați în Țara Bârsei, au pătruns pe teritoriul Munteniei în timpul luptelor acestora cu cumanii. De la ei este posibil să fi rămas mai multe așezări precum Pătârlagele (de la Peter-lager=Tabăra lui Petru, județul Buzău) sau Rucăr (județul Argeș). De asemenea, mai mulți germani din Transilvania au descălecat în Muntenia și în Moldova în jurul anilor 1200–1300, în timpul Evului Mediu Clasic, luând parte la întemeierea unor orașe precum Câmpulung (i.e., Câmpulung-Muscel) sau Baia.

## Bibilografie
Teil 1. Archiven, Bibliotheken und Forschungsinstituten
- *** Archiv des römisch-katholischen Erzbistums Bukarest, die Sammlung der Zeitschriften „Bukarester Katholisches Sonntagsblatt“ (1913–1942) und „Jugendfreund“, Akten der Pfarreien Turnu Severin, Baratia, Pitesti, Ploiesti, Craiova, Braila, die Pfarreien in Dobrudscha
- *** Archiv der evangelischen Pfarrei, „Bukarester Gemeindeblatt“ (1904), Pfarrer E. Heift, Organ des Evangelischen Synodalverbandes an der unteren Donau
- *** Zentralarchiv der Evangelischen Kirche A.B. in Rumänien in Kultur- und Begegnungszentrums "Friedrich Teutsch", Hermannstadt, Abtl. Kirchengemeinden, Gemeinden im Altreich, Nachlasssamlung Hans Petri, Best. 544[3]
- *** Arhiva centrala evanghelica Berlin (Evangelischen Zentralarchiv Berlin, abbr. EZAB), Kirchliches Außenamt der deutschen Evangelischen Kirche und Fond 200/1 Acte al Comitetului central al Fundatiei Gustav Adolph“ (Zentralvorstand der Gustav-Adolf-Stiftung) din Leipzig
- *** Die Sammlung der Zeitungen “Bukarester Tagblatt”, „Neuer Bukarester Zeitung“, „Bukarester Deutsche Zeitung“ (1844), „Bukarester Allgemeine Zeitung“ (1864), „Turn - Severiner Anzeiger“ (1903 von Franz Teigl gegründet), „Bukarester Morgenbaltt“ (1900), „Bukarester Morgenpost“ (1905), in der Bibliothek der rumänischen Akademie, Biblioteca Centrala Universitara u.a.

Teil 2. Allgemeine Bücher – Quellen – Synthesen - Artikeln
- Ciobanu, Vasile, Dr., “Bibliographie” in „Germanii dobrogeni - Istorie si Civilizație”, (Die Dobrudscha Deutschen - Geschichte und Zivilisation, rumänischer Titel), Hanns Seidel Stiftung, Bukarest, 2006, Seite 419
- Kotzian, Ortfried, Dr., “Bibliographie – Dobrudschadeutsche, Altrumänien und Bulgarien” in „Germanii dobrogeni - Istorie si Civilizație”, (Die Dobrudscha Deutschen - Geschichte und Zivilisation, rumänischer Titel), Hanns Seidel Stiftung, Bukarest, 2006, Seite 439
- Populatia Republicii Populare Romane pe nationalitati si limba materna la data de 21 februarie 1956,
- Spek, Rudolf, „Bibliographie des Deutschtums in Großrumänien“, in Deutsche Politische Häfte in Großrumänien, Hermannstadt, III, 1923
- Minoritatile nationale din Romania, Vol III, 1931 – 1938: Culegere de documente, III, 36407

Millitz, Adalbert, Barcan, Monica, “Die deutsche Nationalität in Rumänien”, Bukarest, 1977
- *** Zur Geschichte des Deutschtums in Rumänien und der Dobrudscha in Siebenbuergisch-Deutsche Tagespost, Hermannstadt, 12. Jg., Nr. 12 vom 16.01.1919

Teil 3. Studien über deutsche Gemeinschaften im rumänischen Altreich
3.1.1  Rumänisches Altreich allgemein
- Borchart, Joachim, „Der europäische Eisenbahnkönig Bethel Henry Strousberg“, München 1991, pp. 122-134, 144-164
- Capesius, Bernhard, „Das deutsche Schulwesen in AltRumänien“, Jahrbuch D.D. 1971, Seiten 86-88
- Capesius, Bernhard, „Versprengtes Deutschtum“ in Deutscher Kalender fuer Rumänien, Bukarest, 1938, Seiten 32-36
- Dama, Hans, „Die Anfänge des deutschsprachigen Pressewesens in Altrumänien”, in Beiträge zur Geschichte der Germanistik in Rumänien, Guțu, George, Stănescu, Speranța (Hrsg.), Bukarest, 1997
- Docea, Vasile, „Jurnalul regelui Carol I al României“, la simpozionul “Germani, români, etnici germani în memorialistică” organizat de Institut für deutsche Kultur und Geschichte München și Institutul de istorie “A.D.Xenopol”, Iași, 28-30 octombrie 1999
- Fischer, Emil, “Verzeichnis der in deutscher Sprache in Rumänien erscheinenden Zeitungen”, Bukarest, 1914
- Fischer, Emil, “Deutsche Fußstapfen in Rumänien“ in Deutsche Erde. Zeitschrift für Deutschkunde, Gotha, Jg. 1908, Heft 3, S. 91 - 96
- Fischer, Emil, “Der Hauptzweck der deutschen Vereine in Rumänien“ in Bukarester Tagblatt 30JG, nr. 154 von 15.7.1909, S. 1 und Nr. 155 von 16.7.1909
- Fischer, Emil, „Die Kulturarbeit des Deutschtums in Rumänien“, Hermannstadt, 1911
- Geier, Christian, “Die Baragandeportation. Eine Einführende Darstellung“ in Weresch, Hans / Fassel, Horst (Hrsg.), Banatica – Beiträge zur deutschen Kultur, 11. Jg., 3/1994, Seiten 5 - 27
- Göllner, Carl (Hg.), “Geschichte der Deutschen auf dem Gebiete Rumäniens. Erster Band. 12. Jahrhundert bis 1848”, Bukarest, 1979
- Hincu, Dumitru, „Noi si germanii nostri“, Bucuresti, Verlag Univers, 1998, 280 Seiten
- Karl Kurt Klein, “Von saechsichen Badern, Wundaertzten und Apothekern in der Moldau”, 1936.* Petri, Hans, „Aus meinem Leben“, in Jahrbuch D.D. 1959, Seite 106-111, Leonberg* Petri, Hans, „Es war einmal. Errinerungen“, Leonberg, 1974
- Petri, Hans, „Skizzen aus dem deutschen Leben in Rumänien“, in: Sorauer Tageblatt, Oktober 1924, 4 Teile, o. Dat.
- Petri, Hans, „Eine Donaufahrt durch Rumänien“, Teil I, in: Beilage zum Sorauer Tageblatt, Nr. 160 vom 11.07.1912, Teil II. „Vom deutschen Schulwesen in Rumänien“, o.Dat.; III. Teil „Turn-Severin und das eiserne Tor“, o. Dat.* Petri, Hans, „R. de Stourdza und der Reichsfreiherr vom Stein“, in: Südost-Forschungen, Bd. 28, München 1969, S. 280-283.* Petri, Hans, „Die Deutschen in AltRumänien“, in Jahrbuch 1971 der Dobrudscha Deutschen, 1971, Seiten 3–15* Petri, Hans, „Ludwig Steege als Finanzminister Rumäniens und der Strousbergsche Eisenbahnbau (1867-1871)Ein Kapitel aus der ersten Regierungszeit des Fürsten Karl von Rumänien“, in: Südostdeutsches Archiv, Bd. 4, München 1961, 92-104* Petri, Hans, “Acte inedite din 1788 privitoare la Ana Margareta Steege și la preotul Klokner, ginerile ei”, București 1941, p. 1-7.* Petri, Hans, „Vom Deutschtum in Altrumänien“, in: Südostedeutsche Vierteljahresblätter Nr. 1/1959, 8 S.

- Schein, Julius, “Rückschau auf das deutsche Zeitungswesen in Rumänien”, în Bukarester Tagblatt, Jubiläumsausgabe, Jg. 25, Nr. 286 vom 18.12.1904, p. 2-3
- Hugo Weczerka, "Das mittelalterliche Deutschtum dies- und jenseits der Karpaten", în Südostdeutsches Archiv 5, 1962, p. 3-19

3.1.2. Braila
- Zielinska, geb. Sezonov Victoria, Braila, Vom Schicksal der Familie Adam Sezonov an Braila, in Jahrbuch D.D. 1973, Seiten 138-147

3.1.3 Bukarest
- *** „Vom deutschen Schulwesen in Bukarest" in Deutsche Tagespost vom 14. März 1920, Hermannstadt
- Liebhart, Hans, Deutsche in Bukarest - Zwei-drei Jahrhunderte erlebter Geschichte, ADZ Verlag, Bukarest 2003
- Liebhart, Hans, In Bukarest und Altrumänien - Deutsche Spuren noch und noch, ADZ Verlag, Bukarest 2006
- Maner, Hans-Christian, “Deutsche Spuren in der Geschichte Bukarests”, Südostdeutschen Vierteljahresblättern, München, 1997, Folge 3
- Metz, Franz, "Die Musikkultur der österreichischen Kolonie in Bukarest. Josef Paschill und die Bukarester Deutsche Liedertafel", Monographie
- Prokopowitsch, Erich, "Die Anfänge des deutschen Zeitungswesens in Bukarest", in: Südostdeutsches Archiv 6, 1963, S. 72-77
- Wepling, Hans, “Aus dem Bericht einer Reise der Berliner Liedertafel nach Bukarest und Konstantinopel im Jahre 1908”, in Jahrbuch der Dobrudscha Deutschen, 1971, Seiten 110 - 121

3.1.4 Galatz
- Docea, Vasile, O căsătorie scandaloasă și căderea consulului Neigebaur, în “Arhiva genealogică”, Iași, an. 4, 1997, Nr. 1–2, p. 43–50.

3.1.5 Jassy
- Docea, Vasile, Profesori germani în Iașii primei jumătăți a secolului XIX, în „Anuarul Institutului de istorie A. D. Xenopol“, Iași, XXXIV, 1997, p. 159–184.

3.1.6 Langenau / Campulung Muscel
- Petri, Hans, Zur Entstehung der Stadt Cimpulung in Rumänien, in: Südost-Archiv, Bd. 14, München 1971, S. 47-56.

3.1.7 Turn – Severin
- Bundschuh, Werner, „Anton Linder im schweizer Exil, 1934 – 1945“, in Montfort, 43. Jg., 1991, Heft 4, S. 311 – 325; ueberarbeitet und erweitert 1995 und Anmerkungen zum Lebenslauf von Anton Linder (1880 bis 1958)
- Dănescu, Constantin, „Șantierul Naval din Turnu Severin” (Der Hafen aus Turnu - Severin, rumänisch), Band 1, (1851 – 1950), Prier Verlag, Turn – Severin, 2004, Seiten 11 - 34
- Pajura, C. und Giurescu, D. T., Istoricul orasului Turnu Severin (1833 - 1933), Bukarest, 1933
- Pitsch, Erwin, Alexander Löhr, Band 1, Der Generalmajor und Schöpfer der österreichischen Luftstreitkräfte, Österreichischer Milizverlag, 2005, Seiten 7 – 12, 53 - 62

3.2. Evangelische Gemeinden im rumänischen Altreich
3.2.1 Rumänisches Altreich allgemein
- Gesetz über den Anschluß des Synodalverbandes der deutsch-evangelischen Gemeinden an der unteren Donau an die evangelische Landeskirche A.B. in Siebenbürgen, IN: Gesetze und Verordnungen der evangelischen Landeskirche A.B. in Siebenbürgen, vol. I, Hermannstadt/Sibiu 1920
- Henkel, Jürgen, Dr., Theilemann, Wolfram, Dr., „Evangelisch im Altreich“, Hermannstadt (noch nicht veröffentlicht, befindet sich in Arbeit)
- Klein, Karl Kurt, Urkunden zur Geschichte evangelisch deutscher Diasporagemeinden im 19. Jahrhundert, Hermannstadt, Krafft & Drotleff, 1927
- Meyer, Hans, Deutsche evangelische Gemeinden an der unteren Donau vor 1900 in Jahrbuch D.D. 1971, Seiten 66-79
- Meyer, Hans, Die Diaspora der evangelischen Kirchen in Rumaenien, Bulgarien und Serbien, Potsdam 1901
- Petri, Hans, Beiträge zur Geschichte evang. Gemeinden in Altrumänien. 1. (1929) und 2. (1930) Heft. Hermannstadt, Honterus-Verl. 103 S., ‚Aus dem Leben eines Taugenichts’, Aus: Kirchliche Blätter, Hermannstadt, 1929 und 1931
- Petri, Hans, Beiträge zur Geschichte evangelischer Gemeinden in Alt-Rumänien, Bukarest 1933
- Petri, Hans, Evangelische Diasporapfarrer in Rumänien im 19. Jahrhundert, Verlag von Martin Warneck, 1930
- Petri, Hans, Vorbemerkungen zu einer Geschichte der Reformation und Gegenreformation in den Donaufürstentümern, in: Südost-Forschungen, Bd. 2/1937, S. 17-35
- Petri, Hans, „Die deutsch-evangelischen gemeinden in Rumänien“, in: Geschichten und Bilder aus der christlichen Liebestätigkeit, Halle/S. u. Hamburg, Jg. 65, Nr. 5, Mai 1914, S. 33-40
- Petri, Hans, Aus den Anfängen einer evangelischen Gemeinde in Rumänien, in: Geschichten und Bilder aus der christlichen Liebestätigkeit, Halle/S. u. Hamburg, Jg. 64, Nr. 3, März 1913, S. 33-40.
- Petri, Hans, Jakobus Basilikus Heraklides, Fürst der Moldau, seine Beziehungen zu den Häuptern der Reformation in Deutschland und Polen und seine reformatorische Tätigkeit in der Moldau, in: Zeitschrift für Kirchengeschichte, Bd. 46 N.F. 9, H. 1, Gotha o.J., S. 105-143.
- Rendtorff, F., Deutsch - evangelisch im Königreich Rumänien, in: Kalender für Gustav-Adolf-Vereine, Leipzig 1912, Sp. 1-12.
- Schwanhauser, Theodor, Galatz, Pastor Gotthilf Weingaertner seit 25 Jahren der geistliche Betreuer der deutsch-evangelischen Kirchengemeinden an der unteren Donau und in der Dobrudscha, in Jahrbuch D.D. 1975, Seiten 107-109
- Teutschländer, Willibald Stefan, “Geschichte der evangelischen Gemeinden in Rumänien”, Bukarest (und Leipzig?), 1891
- Theilemann, Wolfram G., „Comunitatile bisericesti si cultura evanghelica de limba germana în nucleele urbane de migratie si modernizare din vechiul regat al României, între cca. 1840 – 1944“ in “Confluente culturale romano-germane”, Editura Universitatii Lucian Blaga, Sibiu, Miclea Rodica Ofelia, Galter Sunhild, Sava Doris, Sibiu 2008
- Tschurl, Max, Die deutsch-evangelischen Kirchengemeinden A.B. in Altrumänien, in Institut für Grenz- und Auslandsdeutschtum an der Universitatea Marburg (ed.), Die evangelische Landeskirche A.B. in Siebenbürgen mit den angeschlossenen evang. Kirchenverbänden Altrumänien, Banat, Bessarabien, Bukowina, Ungarisches Dekanat, Jena 1922.

3.2.2 Braila
- Petri, Hans, „Der Gründer von Jakobsontal“, Deutscher Kalender für Rumänien, Bukarest, 1936

3.2.3 Bukarest
- *** „Geschichte und Traditionen der deutschen Minderheit in Rumänien. Lehrbuch für die 6. und 7. Klasse der Schulen mit deutscher Unterrichtssprache“, Central Verlag Mediasch, 2004, ISBN 973-85183-9-3 (Autoren Hannelore Baier, Martin Bottesch, Dieter Nowak, Alfred Wiecken, Winfried Ziegler), Kapitel „Sonderfall Bukarest“, Seiten 139 - 142
- Petri, Hans, „Zur Geschichte der evangelischen Gemeinde zu Bukarest“, S. 1-31 in Petri, Hans, „Beiträge zur Geschichte evang. Gemeinden in Altrumänien“ 2. Heft. Hermannstadt, Honterus-Verl. 103 S. Aus: Kirchliche Blätter, Hermannstadt, 1931
- Petri, Hans, "Die Entstehung der evangelischen Gemeinde zu Bukarest" in Südostdeutsches Archiv 1, 1958, S. 157-168
- Petri, Hans, "Zum älteren Bibliothekswesen von Bukarest und Hermannstadt" in Südostdeutsches Archiv 5, 1962, S. 191-196
- Petri, Hans, „Geschichte der evangelischen Gemeinde zu Bukarest“, Bukarest 1939
- Petri, Hans, „Der Kirchenbezirk Bukarest“ in Auslandsdeutschtum und evangelische Kirche, Jahrbuch 1938, Berlin, Jahrbuch D.D. 1966, Seiten 7-27
- Petri, Hans, Die siebenbürgisch-sächsische Landeskirche und die evangelische Gemeinde zu Bukarest während des 18. Jahrhunderts, S. 1-32 in Petri, Hans, Beiträge zur Geschichte evang. Gemeinden in Altrumänien. 1. (1929) Heft. Hermannstadt, Honterus-Verl. 103 S., ‚Aus dem Leben eines Taugenichts’, Aus: Kirchliche Blätter, Hermannstadt, 1929
- Sarai, A., „Nachricht über die Entstehung, Fortdauer und gegenwärtigen Zustand der evangelisch – lutherischen Gemeinde zu Bukarest“ - St. Petersburg, Hintze, 1834
- Stöcker, Klara, Aus dem Leben und wirken des deutschen Diakonissenhauses „GOTTES SEGEN“ in Bukarest in Jahrbuch D.D., Seiten 43-50
- Teutschländer, Willibald Stefan, “Geschichte der evangelischen Kirchengemeinde Augsburgischer Confession in Bukarest”, Bukarest, 1869
- Zikeli, Daniel, „Vereinte Kraft wirkt Grosses. 150 Jahre Evangelische Kirche A.B. Bukarest“, Bukarest 2003.

3.2.4. Craiova / Krajowa
- Petri, Hans, „Die ersten zwei Jahrzehnte evangelischen Gemeindelebens in Krajowa”, S. 85-96 in Petri, Hans, Beiträge zur Geschichte evangelischen Gemeinden in Altrumänien. 2. Heft. Hermannstadt, Honterus-Verlag 103 S. Aus: Kirchliche Blätter, Hermannstadt, 1931.

3.2.5 Galatz
- Docea, Vasile, Im Sinne religioser Tolleranz: Die Anfaenge der evangelischen Gemeinde aus Galatz in der Moldau (1843–1853), in Al. Zub (ed.), Alteritate / identitate in spatiul cultural romanesc, Iasi, p. 255–265
- Docea, Vasile, Un fel aparte de toleranță. Context internațional, interese comerciale și intenții politice în organizarea comunităților catolică și protestantă din Galați la mijlocul secolului al XIX-lea, în "Studia Universitatis Babeș-Bolyai. Efemerides", Cluj, an. XV, 2004, p. 245-284

3.2.6 Jassy
- Klein, Karl Kurt, Geschichte der Jassyer deutsch-evangelischen Gemeinde (mit einem Überblick über den Protestantismus in der Moldau im XVI. u. XVII. Jahrhundert), Hermannstadt, 1924
- Petri, Hans, „Karl Kurt Klein als Pfarrer der evangelischen Gemeinde zu Jassy“, in: Südostdeutsche Heimatblätter, Jg. 6/1957, München 1957, S. 65-67 [Sonderdruck]
- Petri, H., Die Geschichte der evangelischen Gemeinde zu Jassy in Rumänien bis zum Ausbruch des Ersten Weltkriegs, in: Kirche im Osten. Studien zur osteuropäischen Kirchengeschichte und Kirchenkunde, Bd. 19/1976, Göttingen 1976, S. 101-151 [Sonderdruck]
- Petri, Hans, „Zur Geschichte der evangelischen Gemeinde zu Jassy”, S. 32-84 in Petri, Hans, Beiträge zur Geschichte evangelischer Gemeinden in Altrumänien. 2. Heft. Hermannstadt, Honterus-Verlag, 103 S. Aus: Kirchliche Blätter, Hermannstadt, 1931

3.2.7 Turn - Severin
- Petri, Hans, „Aus fünf Jahrzehnten. Geschichte der Deutsch-Evangelischen Gemeinde Turn-Severin 1861-1911“, Tip. E.J. Knoll, Turnu – Severin, 1911 in Evangelisches Zentralarchiv in Berlin (ZA 5091 / 107), Signatur: EZA Bibl. 81/154 in „Echo der Vortragsreihe“, Nummer 12/2007, Reschitz, 2007
- Petri, Hans, ‚Bis hierher hat uns der Herr geholfen,’. Predigt über 1. Sam. 7,12, gehalten am 1. August 1915 in der deutsch-evangelischen Kirche zu Turnu-Severin (Rumänien) von Pfarrer H. Petri, in: Deutsch-Evangelisch im Auslande. Zeitschrift für die Kenntnis und Förderung der Auslandsgemeinden, Jg. 14, H. 11/12, Marburg/L. 1916, S. 379-384.

3.3. Katholische Gemeinden im rumänischen Altreich.
3.3.1 Rumänisches Altreich allgemein
- *** „Katholisches Deutschtum in Rumänien“, Herausgegeben vom Reichsverband für die katholischen Auslanddeutschen e.V., Gilde Verlag GmbH, Köln, 1933
- Betschart, P. Ildefons, OSB, „Mein Rumaenienfahrt 1939 mit Reminiszenzen von 1935 und 1936 vermischt“, Einsiedeln, 1940, Schweiz
- Netzhammer, Raymund, "Bischof in Rumänien. Im Spannungsfeld zwischen Staat und Vatikan." Bd. I. und II. Hrsg. von Nikolaus Netzhammer in Verbindung mit Krista Zach, München 1996
- Netzhammer, Raymund, "Über religiöse Verhältnisse in Rumänien: Skizzen aus der römisch-katholischen Mission", Verlag Anton Markl, Domchorvikar, Salzburg, 1902, rumänische Übersetzung „Despre relațiile religioase în România. Schiță din istoria misiunii romano-catolice“ in Pro Memoria nr. VI pro 2007, Bukarest 2008
- Netzhammer, Raymund, "Aus Rumänien. Streifzuege durch das Land und seine Geschichte", Einsiedeln u.a. 1909
- Netzhammer, Nikolaus, "In verbo tuo. Raymund Netzhammer O.S.B. Arhiepiscop de Bucuresti 1905-1924“, Editura Arhiepiscopiei Romano-Catolice de Bucuresti, Bucuresti, 2003. Si varianta in limba germana.
- Pieger, Nikolaus, „Die deutschen Katholiken im Altreich und in der Dobrudscha“, in „Die Getreuen“, 1933, Seite 117 oder 1934, S. 48 – 59.
- Starke, Carl, „Das Deutschtum innerhalb des römisch-katholischen Erzbistums von Bukarest von den Anfängen bis zur Gegenwart“, Sonderdruck aus dem Festbuch des Reichverbandes für das Katholische Deutschtum im Ausland, Berlin, 1934, aber auch im Festbuch zum 20 Jährigen Bestehen des reichsverbandes für das Katholische Deutschtum im Ausland, Osnabrück, 1939

3.3.2 Bukarest
- Banner, Daniel, „Presa parohială: Bukarester Katholisches Sonntagsblatt (1913-1942)“ in Doboș, Dănuț, si Bortos, Eugen (editori), Parohia catedralei Sfântul Iosif din București, Centrul Biserica și Istoria, București, 2005
- Barbu Violeta (Uebersetzerin), Cronica Congregatiei Fratilor Scolilor Crestine", traducere din germana in revista Verbum, nr. 7, anii VI-VII, Bucuresti, 1996
- Kraus, Johann, „Steyler Patres im Priesterseminar Bukarest”, Rom, 1978
- Prokopowitsch, Erich, "Die katholische Schule zu Bukarest in den ersten Jahren ihres Bestandes", 1823-1830, in Südostdeutsches Archiv 3, 1960, S. 72-86

3.3.3 Turn - Severin
- de Bie, Louie, , „Die Römisch – Katholische Gemeinde zu Turn – Severin, ist sie oder nicht unabhängig?“, Tip. E.J. Knoll, Turnu – Severin, 1889, in „Echo der Vortragsreihe“, Nummer 12/2008, Reschitz, 2008
- Hering, Julius, „Annalen der römisch-katholischen Pfarrei von Turn - Severin, in „Echo der Vortragsreihe“, Nummer 12/2006, Reschitz, 2006
- Schäfer, August, Turn Severin, „Domherrn Wilhelm Kaluza zum Gedenken“, Die Getreuen, 1931, nr. 5, September - Oktober

4. Studien über deutsche Gemeinschaften in der Dobrudscha
4.1.1	Deutsche Gemeinschaften in der Dobrudscha allgemein
- *** „Germanii dobrogeni - Istorie și Civilizație”, Hanns Seidel Stiftung, Bukarest, 2006
- H. Petri, Geschichte der deutschen Siedlungen in der Dobrudscha. Hundert Jahre deutschen Lebens am Schwarzen Meer, München 1956 [=Veröffentlichungen des Südostedeutschen Kulturwerks, Reihe B, 4].
- Josef Schubert, Die Isolierung der Deutschen in der Dobrudscha, în: „Jahrbuch für katholisches Auslandsdeutschtum“, Münster, 1930, pp. 241-247